# علم نيكاراغوا
أعتمد علم نيكاراغوا في 27 آب - أغسطس من سنة 1971 ويتألف من ثلاثة أشرطة متساوية في الحجم باللونين الأزرق والأبيض مرتبة بصورة أفقية حيث يقع الشريط الأبيض في منتصف العلم ما بين الشريطين الذان هما باللون الأزرق ويقع شعار نيكاراغوا في منتصف الشريط الأبيض.

## معنى الوان العلم
الشريطين الذان هما باللون الأزرق يرمزان إلى المحيط الهادي والمحيط الأطلسي والبحر الكاريبي أما الشريط الأبيض فهو يرمز إلى أرض نيكاراغوا الواقعة بين اثنين من المحيطات ويحتوي شعار النبالة على خمسة براكين وقوس قزح.

## أعلام سابقة

علم نيكاراغوا ما بين شهر آب من سنة 1823 إلى شهر تشرين الثاني من سنة 1824.
علم نيكاراغوا ما بين شهر تشرين الثاني من سنة 1824 إلى شهر نيسان من سنة 1854.
علم نيكاراغوا ما بين عامي 1854 إلى عام 1858.
علم نيكاراغوا ما بين عامي 1858 إلى عام 1873.
علم نيكاراغوا ما بين عامي 1873 إلى عام 1889.
علم نيكاراغوا ما بين عامي 1889 إلى عام 1893.
علم نيكاراغوا ما بين عامي 1893 إلى عام 1896.
علم نيكاراغوا ما بين عامي 1896 إلى شهر تشرين الثاني من عام 1898.
علم نيكاراغوا ما بين 1 تشرين الثاني إلى 30 تشرين الثاني من عام 1898.